# Januário Soares

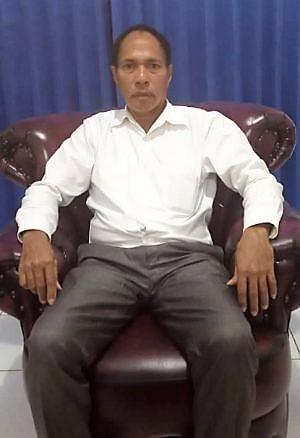
Januário Soares (2021)

Januário Soares, Kampfname Bolly, ist ein Politiker und Beamter aus Osttimor. Von 2021 bis 2024 war er Administrator der Gemeinde Viqueque. Er ist Mitglied der FRETILIN.

## Werdegang
Soares besuchte von 1966 bis 1972 die Grundschule in Viqueque und bis 1974 den Vorbereitungskurs für die Sekundarstufe an der Technischen Schule Prof. Silva Cunha in Dili. Hier besuchte er auch den „Allgemeinen Kurs Elektrizität“ bis 1975. Von 1982 bis 1984 besuchte Soares einen Kurs für das Lehramt.
Soares wurde Lehrer an der Grundschule von Beaco, später Direktor der Grundschule von Liaruca.
Bei den Wahlen zur Verfassunggebenden Versammlung am 30. August 2001 gewann Soares das Direktmandat des Distrikts Viqueque mit 81,62 % der Stimmen. In der Versammlung war Soares Mitglied des Systematisations- und Harmonisierungskomittees.
Mit der Unabhängigkeit Osttimors am 20. Mai 2002 wurde die Versammlung zum Nationalparlament und Soares Abgeordneter. Hier war er Sekretär der Kommission A (Kommission für Verfassungsangelegenheiten, Recht, Freiheit und Garantien). Bei den Neuwahlen im Juni 2007 kandidierte Soares auf der FRETILIN-Liste auf Platz 25, die Partei gewann aber nur 21 Sitze und Soares rückte später auch nicht für ausscheidende Parlamentarier nach.
Am 21. Dezember 2020 wurde Soares als Administrator der Gemeinde Viqueque nominiert und am 14. Januar 2021 vereidigt.